# カリフォルニア (小惑星)
カリフォルニア (341 California) は、小惑星帯にあるS型小惑星であり、フローラ族に分類される。通常よりかなり大きいアルベドを持つ。
1892年9月25日にマックス・ヴォルフがハイデルベルクで発見し、アメリカ合衆国のカリフォルニア州にちなんで命名された。